# Мария Анна Васа
Мария Анна Тереза Ваза (1 июля 1650, Варшава — 1 августа 1651, Варшава) — польская принцесса, член династии Ваза. Первенец и единственная дочь короля Польши Яна II Казимира и его супруги Марии Луизы Гонзаги.

## Биография
Торжественное крещение принцессы состоялось 2 августа 1650 года в костёле Святого Иоанна Крестителя в Варшаве, где она родилась. Причастие совершил Мацей Лубеньский, архиепископ Польши. Крёстными родителями были Фердинанд III, император Священной Римской империи (Кароль Фердинанд Ваза был его представителем на церемонии) и его новая супруга Элеонора Гонзага (принцесса Феодора Кристина Сапега была её доверенным лицом), а также папа Иннокентий X (представленный нунцием Джованни ди Торресом).
С момента своего рождения Мария Анна была предназначена ордену кармелитов, потому что её родители были преданными католиками и хотели, чтобы она стала монахиней. Незадолго перед началом приготовлений принцесса неожиданно умерла в возрасте тринадцати месяцев в Варшаве.
Погребение Марии Анны состоялось 12 августа 1651 года в церкви Сестёр кармелиток в Варшаве. Маленькая принцесса была похоронена согласно обряду кармелитов у большого алтаря. Её останки перемещали несколько раз. В 1652 году её поместили в золотой гроб, и она была перенесена в храм Святого Духа, а в 1663 году гроб был перенесён в монастырь кармелитов в старом Казановском дворце, где сегодня находится благотворительный центр Res Sacra Miser.